# Oana Manea
Oana Andreea Lefter (született: Manea, Bukarest, 1985. április 18. –) román válogatott kézilabdázó, beálló. Utolsó klubjai Bukarestben voltak, mielőtt visszavonult.  2016-ban Bukarest díszpolgára lett.

## Pályafutása

### Klubcsapatban
Oana Manea 2001-ben mutatkozott be a román élvonalban, az Oltchim Vâlcea csapatában. 2002-ben, 2007-ben, 2008-ban, 2009-ben, 2010-ben, 2011-ben, 2012-ben és 2013-ban a román bajnokságot, 2002-ben, 2007-ben és 2011-ben a Román Kupát, 2007-ben a Kupagyőztesek Európa-kupája sorozatot nyerte meg a csapattal. 2013 nyarán légiósnak állt és a szlovén Krim Ljubljana játékosa lett. Egy szezont töltött csak a szlovén fővárosban, 2014 nyarán hazatért és a CSM București csapatában folytatta pályafutását. Négy bajnoki címet nyert a klubbal egymást követően, 2016-ban pedig sikerült a Bajnokok Ligája trófeát is megnyerniük a Győri Audi ETO elleni döntőben. 2019-ben bejelentette, hogy visszavonul. (Női kézi: Manea visszavonult) Azonban 2021-ben egy szezon erejéig visszatért Bukarestbe, ám ezúttal a városi rivális Rapid játékosa lett.

### A válogatottban
Manea 2016-ig volt a román válogatott tagja, két világbajnokságon (2009 és 2011) és négy Európa-bajnokságon (2004, 2008, 2010 és 2012) vett részt a nemzeti csapattal. 2013-ban visszavonult a válogatottságtól, de 2015-ben ideiglenesen visszatért, majd szerepelt a 2016-os olimpián és az az évi Európa-bajnokságon. 2016 decemberében véglegesen befejezte válogatott pályafutását.

## Családja
Édesapja, Dumitru Manea profi labdarúgó volt.

## Sikerei, díjai
- Román bajnokság:
  - Győztes: 2001-2002, 2006-2007, 2007-2008, 2008-2009, 2009-2010, 2010-2011, 2011-2012, 2012-2013, 2014-2015, 2015-2016, 2016-2017, 2017-18, 2021-22

- Román Kupa:
  - Győztes: 2006-2007, 2010-2011, 2016-2017

- Román Szuperkupa:
  - Győztes: 2006-2007, 2010-2011, 2014-2015, 2016-2017

- Bajnokok Ligája:
  - Győztes: 2015-2016
  - Döntős: 2009–2010
  - Elődöntős: 2008-2009, 2011-2012, 2012-2013

- Kupagyőztesek Európa-kupája:
  - Győztes: 2006-2007
  - Döntős: 2002